# George C. Homans
George Caspar Homans (Boston, 11 de agosto de 1910-Cambridge, 29 de mayo de 1989) fue un sociólogo estadounidense. 

## Obra
Homans fundó una teoría estrictamente deductiva del comportamiento social en Estados Unidos y contribuyó en gran medida a la teoría del intercambio social. Se distinguió especialmente como analista de grupos. Se le considera el fundador de la teoría de la elección racional.
Su teorización deductiva se basa en los resultados de los métodos inductivos. En primer lugar, las correlaciones de los fenómenos se infieren (descubrimiento) a partir de las observaciones. La investigación conduce a una hipótesis, una suposición generalizada sobre las regularidades de un fenómeno. Después surge la cuestión del "cómo" y el "por qué", es decir, cómo se relacionan las variables individuales entre sí y por qué lo hacen (explicación). La teoría es un sistema deductivo en el que las premisas (hipótesis) están en la cima de una jerarquía y los teoremas (enlaces lógicamente derivables de las hipótesis) están en la base. 

### Investigación de grupos pequeños
Homans se interesó por cómo las normas, la actividad, la emoción y la interacción afectan a los grupos pequeños. Además, distinguió entre el "sistema interno" y el "sistema externo". 
Sus hipótesis son:
- Los procesos de formación de normas se ven reforzados por la interacción y la actividad.
- La emoción y la actividad (si están normalizadas) se convierten en expectativas (normas), a partir de las cuales se desarrollan las jerarquías.
- Cuanto menor sea la frecuencia de interacción, más ambiguas serán las normas.
- Cuanto más frecuente sea la interacción, más probable es que los sentimientos de los actores implicados en la misma converjan.

### Crítica
El trabajo de Homans no está exento de polémica. Por ejemplo, se le ha acusado de que su teoría del comportamiento social elemental carece casi de fundamento empírico debido a su adopción acrítica del conductismo de Burrhus Frederic Skinner.